# الجوير (شبام كوكبان)

تعديل مصدري - تعديل

الجوير هي إحدى قرى عزلة الزبيرات بمديرية شبام كوكبان التابعة لمحافظة المحويت، بلغ تعداد سكانها 125 نسمة حسب تعداد اليمن لعام 2004.